# Hydepark
Hydepark – specjalny dział występujący na forach internetowych, czatach i innych serwisach internetowych, pozwalający na wolną dyskusję nieograniczoną żadnym tematem przewodnim. Hydepark wziął swoją nazwę od Królewskiego Londyńskiego Parku o tej samej nazwie, który zawdzięcza swoje potoczne znaczenie – jako forum swobodnego wypowiadania wszelkich poglądów w imię wolności słowa – od Speakers' Corner, położonego w pobliżu Marble Arch, które jest tradycyjnym miejscem przemówień i debat.
Hydepark występujący na wielu forach internetowych (głównie specjalistycznych, poświęconych wąskiemu zagadnieniu), charakteryzuje się tym, iż nie jest ściśle moderowany. W miejscu tym zazwyczaj dopuszczone są wątki off-topic (czyli zagadnienia niezwiązane z profilem tematycznym forum).